# Arte Bèlgica (televisió)
Arte Belgique és la versió belga del canal de televisió de temàtica cultural Arte. El canal va deixar d'emetre definitivament l'estiu del 2015. Arte - acrònim de Association relative aux télévisions européennes (en francès literalment associació relativa a les televisions europees) és un canal de televisió franco-alemany que emet programes de qualitat relacionats amb el món de l'art i la cultura. Els seus estudis són a Estrasburg, França (seu) i Baden-Baden, Alemanya, pel que els seus programes poden veure's tant en francès com en alemany. La versió belga fou creada el 25 de setembre del 2006 per a la comunitat francòfona de Bèlgica. Fou aquesta mateixa comunitat qui la demanà, juntament amb l'impuls de l'RTBF i la mateixa Arte.